# Mario Picchi (scrittore)
Mario Picchi (Livorno, 6 marzo 1927 – Roma, 4 luglio 1996) è stato uno scrittore, traduttore e critico letterario italiano.

## Biografia
Livornese di nascita, sì trasferì a Roma con la famiglia nel 1943. Apprezzato intellettuale, critico letterario (scrisse per Belfagor, Galleria e La Repubblica, tra le altre testate), poeta e scrittore, fu amico personale di Aldo Palazzeschi, Giovanni Papini, Giorgio Caproni, Giovanni Giudici, Carlo Emilio Gadda e Alfonso Gatto. Grazie all'amico Palazzeschi il suo libro d'esordio, la raccolta di racconti intitolata Roma di giorno, uscì nella "Collana Narratori" dell'editore Lerici di Milano, e presentato al Premio Strega.  Fu anche capace e apprezzato traduttore dalla lingua inglese e dalla lingua francese: la sua più riuscita e nota opera è la versione in italiano dell'opera di Hugo I miserabili, grazie alla quale fu anche nominato tra i candidati a ricevere il Premio Monselice del 1984. La sua traduzione fu definita dalla giuria «viva, aderente, moderna, accompagnata da una limpida coscienza critica». Intensa fu la sua attività di traduttore di Maupassant, del quale portò in italiano le novelle e i racconti.

## Opere

### Curatele
- Guy de Maupassant, Tutte le novelle, Roma, Casini, 1956 (poi Milano, Mondadori, 1993)
- Guy de Maupassant, Tutti i romanzi, Roma, Casini, 1958
- Don Giuseppe de Luca: ricordi e testimonianze, Brescia, Morcelliana, 1963
- Giuseppe De Luca, Intorno al Manzoni, Roma, Edizioni di storia e letteratura, 1974
- André Malraux, La tentazione dell'occidente, Roma, Lucarini, 1988
- Marthe Robert, Il pozzo di Babele, Roma, Lucarini, 1989

### Narrativa
- Roma di giorno, Milano, Lerici, 1960
- Il muro torto, Torino, Einaudi, 1964
- Storia di una notte, Milano, Rizzoli, 1968
- Ritratto di famiglia, Firenze, Vallecchi, 1974
- Sant'Angelo, Milano, Camunia, 1991

### Saggi
- Parlare ai figli, Milano, Rusconi, 1984
- Storie di casa Leopardi, Milano, Camunia, 1986

### Traduzioni
- Betsy Hopkins Lochridge, Blue river, Roma, Opere nuove, 1956
- Gilberte Périer, Vita di Pascal, Brescia, Morcelliana, 1956
- François-René de Chateaubriand, Congedo dal mondo, Brescia, Morcelliana, 1959
- Richard W. B. Lewis, Introduzione all'opera di Ignazio Silone, Roma Opere nuove, 1961
- Charles Brockden Brown, Ormond: il testimonio segreto, Roma, Opere nuove, 1962
- Jean Douassot, La Gana, Milano, Lerici, 1964
- Guy de Maupassant, La casa Tellier, Firenze, Sansoni, 1965
- Charles Mauron, Dalle metafore ossessive al mito personale, Milano, Il saggiatore, 1966
- Chester Himes, Fesso d'oro, Roma, Il liocorno, 1966
- Ivo John Lederer, La Jugoslavia dalla Conferenza della pace al Trattato di Rapallo, 1919-1920, Milano, Il saggiatore, 1966
- Marshann Darrow Shulman, Oltre la guerra fredda, Milano, Il saggiatore, 1966
- Guy de Maupassant, Racconti del giorno e della notte, Firenze, Sansoni, 1966
- Guy de Maupassant, Racconti della beccaccia, Firenze, Sansoni, 1966
- Guy de Maupassant, Una vita, Milano, Garzanti, 1974
- Victor Hugo, I miserabili, Torino, Einaudi, 1983
- Robert Louis Stevenson, L'isola del tesoro, Modena, Borelli, 1987
- Guy de Maupassant, Per Flaubert, Roma, Lucarini, 1988
- Jack London, I racconti del Grande Nord e della corsa all'oro, Roma, Newton Compton, 1992